# Sakai Blazers 2013-2014
Questa voce raccoglie le informazioni riguardanti i Sakai Blazers nella stagione 2013-2014.

## Stagione
I Sakai Blazers partecipano alla stagione 2013-14 senza alcuna denominazione sponsorizzata.
Ottengono un terzo posto finale in V.Premier League, mentre in Coppa dell'Imperatore e al Torneo Kurowashiki vengono eliminati ai quarti di finale dai JTEKT Stings.

## Organigramma societario
Area direttiva
- Presidente: Katsumi Oda

Area tecnica
- Allenatore: Shingo Sakai
- Assistente allenatore: Shoji Nagae, Takeshi Kitajima

## Rosa
| N° | Nome                | Ruolo | Data di nascita   | Nazionalità sportiva |
| -- | ------------------- | ----- | ----------------- | -------------------- |
| 1  | Yoshihiko Matsumoto | C     | 7 gennaio 1981    | Giappone             |
| 2  | Yusuke Inoue        | L     | 5 agosto 1983     | Giappone             |
| 3  | Yūsuke Ishijima     | S     | 9 gennaio 1984    | Giappone             |
| 4  | Takeshi Kitajima    | S     | 16 dicembre 1982  | Giappone             |
| 5  | Kazuya Naitō        | C     | 25 novembre 1987  | Giappone             |
| 6  | Milan Pepić         | O     | 20 dicembre 1984  | Bosnia ed Erzegovina |
| 7  | Takashi Dekita      | C     | 13 agosto 1991    | Giappone             |
| 8  | Shō Sagawa          | P     | 11 febbraio 1991  | Giappone             |
| 10 | Shunsuke Chijiki    | S     | 6 settembre 1989  | Giappone             |
| 11 | Yasutaka Ito        | S     | 5 giugno 1989     | Giappone             |
| 12 | Kazuyoshi Yokota    | C     | 1º maggio 1986    | Giappone             |
| 13 | Yuta Matsuoka       | O     | 6 novembre 1989   | Giappone             |
| 14 | Tomohiko Sakanashi  | L     | 29 dicembre 1987  | Giappone             |
| 15 | Kazuki Kobanta      | P     | 29 settembre 1987 | Giappone             |
| 19 | Shun Imamura        | P     | 20 luglio 1987    | Giappone             |

## Statistiche

### Statistiche di squadra
| Competizione          | Punti | In casa | In casa | In casa | In trasferta | In trasferta | In trasferta | Totale | Totale | Totale |
| Competizione          | Punti | G       | V       | P       | G            | V            | P            | G      | V      | P      |
| --------------------- | ----- | ------- | ------- | ------- | ------------ | ------------ | ------------ | ------ | ------ | ------ |
| V.Premier League      | 38    | ?       | ?       | ?       | ?            | ?            | ?            | 32     | 21     | 11     |
| Coppa dell'Imperatore | -     | -       | -       | -       | -            | -            | -            | 2      | 1      | 1      |
| Torneo Kurowashiki    | -     | -       | -       | -       | -            | -            | -            | 4      | 3      | 1      |
| Totale                | -     | ?       | ?       | ?       | ?            | ?            | ?            | 38     | 25     | 13     |

G = partite giocate; V = partite vinte; P = partite perse

### Statistiche dei giocatori
| Giocatore    | V.Premier League | V.Premier League | V.Premier League | V.Premier League | V.Premier League |
| Giocatore    | P                | PT               | AV               | MV               | BV               |
| ------------ | ---------------- | ---------------- | ---------------- | ---------------- | ---------------- |
| S. Chijiki   | 32               | 276              | 248              | 25               | 3                |
| T. Dekita    | 22               | 20               | 16               | 3                | 1                |
| S. Imamura   | 32               | 36               | 9                | 22               | 5                |
| Y. Inoue     | 32               | 0                | 0                | 0                | 0                |
| Y. Ishijima  | 32               | 348              | 259              | 69               | 20               |
| Y. Ito       | 32               | 158              | 131              | 15               | 12               |
| K. Kobanta   | 32               | 0                | 0                | 0                | 0                |
| T. Kitajima  | 32               | 11               | 8                | 3                | 0                |
| Y. Matsumoto | 32               | 264              | 198              | 64               | 2                |
| Y. Matsuoka  | 32               | 71               | 62               | 5                | 4                |
| M. Pepić     | 32               | 755              | 636              | 65               | 54               |
| K. Naitō     | 32               | 173              | 126              | 35               | 12               |
| S. Sagawa    | 32               | 32               | 7                | 23               | 2                |
| T. Sakanashi | 32               | 0                | 0                | 0                | 0                |
| K. Yokota    | 6                | 53               | 36               | 15               | 2                |

P = presenze; PT = punti totali; AV = attacchi vincenti; MV = muri vincenti; BV = battute vincenti

NB: Non sono disponibili i dati relativi alla Coppa dell'Imperatore, al Torneo Kurowashiki e di conseguenza quelli totali